# لارس گونتر
لارس گونتر (انگلیسی: Lars Guenther؛ زادهٔ ۱۳ نوامبر ۱۹۹۴) بازیکن فوتبال اهل آلمان است.
از باشگاه‌هایی که در آن بازی کرده‌است می‌توان به باشگاه فوتبال وهن ویسبادن اشاره کرد.